# Division de marche du Tonkin
Division de marche du Tonkin (DMT; Tonkin-Marsch-Division) war die Bezeichnung für vier provisorische regionale Großverbände der französischen Armee im Indochinakrieg, die ab Anfang 1951 zur Unterstützung der Kampftruppen im nördlichen Vietnam (Tonkin) – dem meistumkämpften Gebiet des Krieges – aufgestellt wurden. Hintergrund der Aufstellung war die Neuorganisation der französischen Truppen durch Oberbefehlshaber Lattre de Tassigny. 
Es handelte sich dabei nicht um reguläre „nummerierte“ Divisionen (wie die 3. und 9. DIC aus der Anfangsphase des Krieges), sondern um Regionalkommandos bestehend aus den verfügbaren mobilen Gruppen (GM), die geschaffen worden waren, um effektiver gegen die Guerilla-Taktiken der Việt Minh vorgehen zu können.
Die 1e division de marche du Tonkin wurde Anfang 1951 formiert und war für West-Tonkin zuständig. Die 2e division wurde zeitgleich aufgestellt, in Sept-Pagodes (Hải Dương) stationiert, und war für Nordost-Tonkin verantwortlich. Die 3e division wurde im November des gleichen Jahres geschaffen und war für Süd-Tonkin zuständig. Die 4e division folgte schließlich erst drei Jahre später im Juni 1954 und wurde in der wichtigen Hafenstadt Haiphong im Delta stationiert. Alle vier Verbände wurden nach Kriegsende am 11. August 1954 aufgelöst.
In den anderen Landesteilen Indochinas gab es keine vergleichbare Organisation. Die vier Divisionen waren dem Befehlshaber für Nord-Vietnam unterstellt, welcher wiederum dem CEFEO-Oberbefehlshaber untergeordnet war.
Bedeutende Kommandeure der divisions de marche du Tonkin waren René Cogny (2e) und Louis Dodelier (1e).